# Giro d'Italia de 1909
Giro d'Italia de 1909 foi a primeira edição da prova ciclística Giro d'Italia ("Corsa Rosa"), realizada entre os dias 13 e 30 de maio de 1909.
Participaram desta competição 115 ciclistas, chegaram em Milão 49 competidores. O vencedor Luigi Ganna, ciclista da Itália, alcançou uma velocidade média de 27,26 km/h.
Foram percorridos 2.448 km, sendo a prova dividida em 8 etapas.

## História
A competição foi organizada pelo jornal de esportes da Itália "La Gazzetta dello Sport". O líder da competição utiliza a Maglia rosa (camiseta rosa clara), que identifica o ciclista que ocupa a primeira posição na classificação geral, o seu uso é obrigatório por regulamento. A cor rosa é um reconhecimento a empresa organizadora, que imprime os seus jornais em papel cor de rosa.
Foram distribuidos como prêmiação 25 mil liras, cerca de US$ 20,00 na época, e o vencedor Luigi Ganna recebeu 5.325 liras.
Exceto quatro ciclistas franceses e um uruguaio, todos os demais competidores eram italianos.
O vencedor defendia as cores da equipe de ciclismo profissional italiana "Atala". Luigi Ganna subiu ao pódio novamente na competição de 1910, quando ficou em terceiro lugar. O também italiano Carlo Galetti, vice-campeão em 1909, foi o vencedor em 1910 e 1911.
O ciclista italiano Camillo Carcano cruzou a linha de chegada da última etapa a pé sem a sua bicicleta, os comissários entenderam que ele não tinha concluido a prova segundo o regulamento, e seu nome não consta da lista de classificação geral.

## Resultados

### Classificação geral
| Posição | Nome                | País   | Pontos tempo total |
| ------- | ------------------- | ------ | ------------------ |
| 1       | Luigi Ganna         | Itália | 25 89h 48' 14"     |
| 2       | Carlo Galetti       | Itália | 27                 |
| 3       | Giovanni Rossignoli | Itália | 40                 |
| 4       | Clemente Canepari   | Itália | 59                 |
| 5       | Carlo Oriani        | Itália | 72                 |
| 6       | Ernesto Azzini      | Itália | 77                 |
| 7       | Dario Beni          | Itália | 91                 |
| 8       | Enrico Sala         | Itália | 98                 |
| 9       | Ottorino Celli      | Itália | 117                |
| 10      | Giovanni Marchese   | Itália | 139                |

### Etapas
| Etapa | Data       | Percurso         | km  | Vencedor da etapa   | Líder classificação geral |
| 1ª    | 13 de maio | Milão - Bolonha  | 397 | Dario Beni          | Dario Beni                |
| 2ª    | 15 de maio | Bolonha - Chieti | 178 | Giovanni Cuniolo    | Luigi Ganna               |
| 3ª    | 17 de maio | Chieti - Nápoles | 242 | Giovanni Rossignoli | Carlo Galetti             |
| 4ª    | 19 de maio | Nápoles - Roma   | 228 | Luigi Ganna         | Luigi Ganna               |
| 5ª    | 23 de maio | Roma - Firenze   | 346 | Luigi Ganna         | Luigi Ganna               |
| 6ª    | 26 de maio | Firenze - Genova | 294 | Giovanni Rossignoli | Luigi Ganna               |
| 7ª    | 28 de maio | Genova - Turim   | 354 | Luigi Ganna         | Luigi Ganna               |
| 8ª    | 30 de maio | Turim - Milão    | 206 | Dario Beni          | Luigi Ganna               |